# M4A
M4A (MPEG-4 Audio Layer) – kontener multimedialny zapisu dźwięku zgodny ze standardem MP4 (MPEG-4 Part 14). Różnica pomiędzy kontenerem MP4 i M4A polega na braku w tym drugim strumieni Video (podczas gdy w pierwszym mogą być obecne).
M4A może zawierać dźwięk kompresowany przez kodeki stratne (AAC i pochodne), jak i bezstratne (Apple Lossless). Pliki mają rozszerzenie .m4a
M4A został wprowadzony i spopularyzowany przez firmę Apple Inc.
Od 27.10.2011 M4A Apple Lossless Audio Codec (ALAC) jest dostępny jako wolne oprogramowanie.
Kod źródłowy kodeka dostępny jest na licencji Apache 2.0.